# فان (لغة هولندية)
فان (بالهولندية: Van) هو حرف إضافة في أسماء اللغة الهولندية واللغة الأفريكانية، معناها ل أو من تعتمد على الجملة في ذلك وتشير إلى مكان أصل الشخص، كلمة فان مشتقة من كلمة فون الجرمانية، أغلب الناطقين بالهولندية تبدأ أسماء عائلاتهم باسم فان من أشهرهم ماركو فان باستن وفنسنت فان كوخ.